# Stronger (Britney-Spears-Lied)
Stronger (englisch für „Stärker“) ist ein Lied der US-amerikanischen Pop-Sängerin Britney Spears aus dem Jahre 2000.

## Entstehung und Veröffentlichung
Das Lied wurde gemeinsam von Max Martin und Rami Yacoub getextet, komponiert und produziert.
Die Erstveröffentlichung von Stronger erfolgte am 15. Mai 2000 als Teil von Oops!… I Did It Again bei Jive Records (Katalognummer: 9220392), dem zweiten Studioalbum von Spears. Am 13. November 2000 erschien das Lied als dritte Singleauskopplung aus dem Album. Diese erschien als CD-Maxi-Single mit einem Instrumental und einem Remix zu Stronger sowie dem Lied Walk on By als B-Seite (Katalognummer: 9251392).

## Kommerzieller Erfolg

### Chartplatzierungen
Stronger avancierte zum Top-10-Hit in Deutschland, Österreich und Schweden (je Rang 4), der Schweiz (Rang 6), dem Vereinigten Königreich (Rang 7) oder auch Finnland (Rang 8).
| ChartsChartplatzierungen       | Höchstplatzierung | Wochen |
| ------------------------------ | ----------------- | ------ |
| Deutschland (GfK)              | 4 (14 Wo.)        | 14     |
| Österreich (Ö3)                | 4 (17 Wo.)        | 17     |
| Schweiz (IFPI)                 | 6 (21 Wo.)        | 21     |
| Vereinigte Staaten (Billboard) | 11 (15 Wo.)       | 15     |
| Vereinigtes Königreich (OCC)   | 7 (12 Wo.)        | 12     |

| ChartsJahrescharts (2001) | Platzierung |
| ------------------------- | ----------- |
| Österreich (Ö3)           | 41          |
| Schweiz (IFPI)            | 90          |

### Auszeichnungen für Musikverkäufe
| Land/Region                  | Auszeichnungen für Musikverkäufe (Land/Region, Auszeichnung, Verkäufe) | Verkäufe  |
| ---------------------------- | ---------------------------------------------------------------------- | --------- |
| Australien (ARIA)            | Gold                                                                   | 35.000    |
| Dänemark (IFPI)              | Gold                                                                   | 10.000    |
| Deutschland (BVMI)           | Gold                                                                   | 250.000   |
| Frankreich (SNEP)            | Silber                                                                 | 125.000   |
| Kanada (MC)                  | Gold                                                                   | 40.000    |
| Neuseeland (RMNZ)            | Gold                                                                   | 5.000     |
| Schweden (IFPI)              | Gold                                                                   | 15.000    |
| Vereinigte Staaten (RIAA)    | Platin                                                                 | 1.000.000 |
| Vereinigtes Königreich (BPI) | Gold                                                                   | 400.000   |
| Insgesamt                    | 1× Silber · 7× Gold · 1× Platin ·                                      | 1.880.000 |

Hauptartikel: Britney Spears/Auszeichnungen für Musikverkäufe